# Irmgard Keun
Irmgard Keun, nemška pisateljica, * 6. februar 1905, Berlin, † 5. maj 1982, Köln. 

## Biografija
Irmgard Keun se je rodila 6. februarja leta 1905, v takrat še neodvisnem mestu Charlottenburg pri Berlinu. Z očetom trgovcem Eduardom Keunom in Else Charlotte Keun, rojeno Haese, je otroštvo skupaj z bratom Gerdom preživela v Berlinu. Med bivanjem v Berlinu se je družina večkrat selila, dokler se ni leta 1910 ustalila v Kölnu. Po zaključeni evangeličanski šoli za dekleta leta 1921 se je Keun vpisala na trgovsko šolo v Harzu, nato pa še na zasebno šolo za stenografijo in strojepisje Berlitz. Od 1925 do 1927 je obiskovala igralsko šolo v Kölnu. Sprejela je različne ponudbe, v Greifswaldu in Hamburgu, ampak ni požela velikega uspeha. Zato je leta 1929 končala igralsko kariero in začela pisati. Pri tem jo je spodbujal Alfred Döblin.
1932 se je poročila z avtorjem in režiserjem Johannesom Tralowim, vendar sta se že leta 1937 razšla. S prvim romanom Gilgi, ena izmed nas (Gilgi, eine von uns) je Irmgard Keun leta 1931 postala znana čez noč; tudi roman Das kunstseidene Mädchen se je že ob izidu dobro prodajal. Spodbujala sta jo Döblin in Kurt Tucholsky, med njimi je prišlo do nasprotujočih si mnenj, ko so roman Das kunstseidene Mädchen obsodili plagiatorstva. Irmgard Keun naj bi pisala po romanu Roberta Neumanna Kariera (Karriere), ki je izšel leta 1931. Neumann tega ni priznal. V epilogu ponatisa romana  Kariera leta 1966 je za to obtožil kritike: „Nikoli nisem tega trdil in še danes ne trdim - upam, da gospa Irmgard Keun bere te besede, ki so prišle nekaj desetletij prepozno.“
Leta 1933/34 so nacisti prepovedali in zaplenili njena dela. Njeno prošnjo za sprejem v Društvo pisateljev 3. rajha(Reichsschriftumskammer - RSK) so leta 1936 dokončno zavrnili. Irmgard Keun je nato bila v tujini(od 1936 do 1940), prvotno v Ostendeu v Belgiji in nato na Nizozemskem. V tem obdobju je napisala številne romane: Deklica, s katero se otroci niso smeli igrati (Das Mädchen, mit dem die Kinder nicht verkehren durften; 1936), Po polnoči (Nach Mitternacht; 1937),  Hitri vlak tretjega razreda (D-Zug dritter Klasse; 1938) in Otrok vseh dežel (Kind aller Länder; 1938).
V teh letih so bili njeni prijatelji Egon Erwin Kisch, Hermann Kesten, Stefan Zweig, Ernst Toller, Ernst Weiß in Heinrich Mann. Med 1936 in 1938 je imela razmerje z Josephom Rothom, ki je pozitivno vplivalo na njeno literarno ustvarjanje. Delala je skupaj z Rothom in z njim tudi veliko potovala (v Pariz, Wilno, Lemberg, Varšavo, na Dunaj, v Salzburg, Bruselj in Amsterdam). 1938 sta se razšla. 
Ko je nemška vojska vstopila na Nizozemsko, se je Irmgard Keun leta 1940 vrnila v Nemčijo. Varovala jo je informacija o njenem domnevnem samomoru, tako da je v Nemčiji nezakonito živela do leta 1945.
Po vojni je Irmgard Keun poskusila obnoviti stara poznanstva, srečala se je s Döblinom in si začela dopisovati s Hermannom Kestenom, to je trajalo nekaj let. Delala je kot novinarka in pisala krajša besedila za radio, komedije in podlistke (feljtone), ampak literarno ustvarjanje ji ni šlo več od rok. Njen roman Ferdinand, moški dobrega srca (Ferdinand, der Mann mit dem freundlichen Herzen; 1950) ni bil dobro sprejet, tudi dela iz časa, ko je živela v tujini, se niso dobro prodajala. Leta 1951 je rodila hčer Martino, očeta ni hotela razkriti. Od sredine leta 1950 je prijateljevala s Heinrichom Böllom, s katerim je hotela izdati fiktivno delo Dopisovanje z zanamci (Briefwechsel für die Nachwelt). Projekt ni uspel, ker nista našla založnika. Od leta 1960 ni več pisala,zatekla se je k alkoholizmu, ki jo je pahnil v revščino. Leta 1966 je pristala na psihijatričnem oddeleku bolnišnice v Bonnu, tam je ostala do leta 1972. Do leta 1977 je živela v Bonnu, nato pa v majhnem stanovanju v ulici Trajan v Kölnu. Literarno branje v Kölnu in portret v reviji Stern sta pripomogla k nepričakovanemu ponovnemu odkritju njenih del. Tako se je leta 1979 izboljšalo njeno finančno stanje. Leta 1982 je umrla zaradi raka na pljučih. Pokopana je bila na pokopališču Melaten v Kölnu.
Kraljevstvu fantastičnega pripada njezin zadnji projekt, avtobiografija, ki jo je vedno znova napovedala. V njeni zapuščini tega niso najdli. S tem se zakljči krog samoupodobitev in lažnih namigov o avtobiografiji , ki so bili značilni za Irmgard Keun: ko je izšel njen prvi roman Gilgi, je dejala da je pet let mlajša, tako da je bila enako stara kot glavna oseba v romanu. Hiltrud Häntzschel, avtorica biografije o Irmgard Keun, je zato napisala:
„Irmgard Keun je v različnih življenjskih situacijah razvila specifičen odnos do resnice o svojem življenju: včasih je bil iskren, včasih lahkomislen, včasih iznajdljiv zaradi hrepenenja po uspehu, včasih fantazijski iz pohlepa, neodkrit zaradi stiske in včasih molčeč zaradi pokore.“

## O delu
Kariera Irmgard Keun se je začela z romanom, ki na satiričen in družbeno kritičrn način opisuje življenje mladih deklet v zadnjih letih Weimarske republike. V ospredju je njihovo prizadevanje, da postanejo samostojne, da skrbijo same zase, se ne pustijo podrediti in da se same preživijo. Njene junakinje so samozavestne, odrezavne, imajo smisel za realnost in pravico do srečnega življenja. Tisto kar jim manjka je, poleg ekonomske tudi emocionalna neodvisnost. Odvisne so od moških, njihovega denarja in njihove pozornosti. 
Irmgard Keun je postala ena od najpomembnejših zastopnic „nove stvarnosti“. S svojim asociativnim, šaljivo-agresivnim pisanjem se je osredotočila na pogovorni jezik in na model kina: »Želim pisati kot film, ker je takšno moje življenje in bo še bolj filmsko.« je zapisala v romanu Das kunstseidene Mädchen.
Naiven šarm in podoba mlade žene, ki je „ena izmed nas“, sta roman Irmgard Keun označila kot čisto razvedrilo. Šele kasneje so ga kritiki priznali tudi kot literarno delo. Na njen 100. rojstni dan je v frankfurtskem časopisu Frankfurter Allgemeine Zeitung pisalo: „Tisto kar je Keun naredila, iz skorajda nič nove stvarnosti, je bila umetniška pop-literatura: mešanica tiskalnika in pisalnega stroja, notranjega monologa, nežne liričnosti in čistega pogovornega jezika, z reklamnih plakatov in iz revij.“
Ko so nacionalsocialisti prevzeli oblast, sta bila romana Gilgi- ena izmed nas (Gilgi- eine von uns) in Das kunstseidende Mädchen na črnem seznamu del, ki so pisali proti nemški oblasti. V svojih kasnejših delih je Irmgard Keun obravnavala nacionalsocializem in življenje v tujini, še posebej v romanu Po polnoči (Nach Mitternacht). V tem romanu opisuje vsakdanjik v nacistični Nemčiji in pesimistično podobo neuspešnega boja posameznika proti diktaturi. Konec leta 1970 so dolga leta pozabljeno Irmgard Keun ponovno odkrili - še posebej od feministične literarne kritike.

## Dela
- Gilgi, ena izmed naju (Gilgi, eine von uns; 1931), roman
- Das kunstseidene Mädchen, 1932, roman
- Deklica, s katero se otroci niso smeli igrati (Das Mädchen, mit dem die Kinder nicht verkehren durften; 1936), mladinski roman
- Po polnoči (Nach Mitternacht; 1937), roman
- Hitri vlak tretjega razreda (D-Zug dritter Klasse; 1938), roman
- Otrok vseh dežel (Kind aller Länder; 1938)
- Podobe in pesmi emigracije (Bilder und Gedichte aus der Emigration; 1947)
- Samo še ženske (Nur noch Frauen; 1949)
- Ferdinand, moški prijaznega srca (Ferdinand, der Mann mit dem freundlichen Herzen; 1950), roman

## Priznanja
- Nagrada Marieluise Fleißer od mesta Ingolstadt (1981)